# 水泳選手一覧
水泳選手一覧（すいえいせんしゅいちらん）は、水泳（競泳、飛込競技、アーティスティックスイミング、水球）選手の一覧。
現役選手のみでなく、引退選手も含めている。
| 競泳 - | 飛込競技 - | アーティスティックスイミング - | 水球 |

## 競泳

### アメリカ合衆国
| - アンソニー・アービン - ゲートルード・エダーレ - ジャネット・エバンス - アルビナ・オシポウィッチ - デューク・カハナモク - レニー・クレーゼルバーグ - マシュー・グレイバーズ - イアン・クロッカー - クリート・ケラー - ナタリー・コーグリン - フォード・コンノ - ラーセン・ジェンセン | - カラ・リン・ジョイス - カレン・ジョーンズ - ドン・ショランダー - メルビン・スチュワート - マーク・スピッツ - レベッカ・ソニ - チャールス・ダニエルズ - ダラ・トーレス - ジェニー・トンプソン - ジョン・ネーバー - デビッド・バーコフ - シャーリー・ババショフ | - ブレンダン・ハンセン - ピーター・バンダーカーイ - エイミー・バンダイケン - アーロン・ピアソル - アマンダ・ビアード - マット・ビオンディ - マイケル・フェルプス - ブルック・ベネット - ジョン・ヘンケン - ゲーリー・ホール・ジュニア - マーガレット・ホルザー - ケイティ・ホフ - メアリー・マーハー - クリスティン・マグナソン - エンジェル・マルティーノ - ヘレネ・マディソン - エド・モーゼス - ジム・モンゴメリー - ジェイソン・レザク - ライアン・ロクテ - キャサリン・ロールズ - ジョニー・ワイズミュラー - ケーレブ・ドレッセル - ザック・アップル - ライアン・ヘルド - ジャック・アレクシー - マイケル・アンドリュー - マット・キング - ジョシュ・マテニー - ニック・フィンク - ライアン・マーフィー - ハンター・アームストロング - トレントン・ジュリアン - ダル・ローズ - カーソン・フォスター - シェイン・カサス - チェイス・カリシュ - キーラン・スミス |

### イギリス
- レベッカ・アドリントン
- ジョアン・ジャクソン
- マーク・フォスター
- アダム・ピーティー
- トム・ディーン
- ダンカン・スコット
- マシュー・リチャーズ
- ジェームズ・ガイ

### イタリア
- ドメニコ・フィオラバンティ
- アレシア・フィリピ
- フェデリカ・ペレグリーニ
- フィリッポ・マニーニ
- ルカ・マリン
- マッシミリアーノ・ロソリーノ

### ウクライナ
- ヤナ・クロチコワ
- オレグ・リソゴル

### オーストラリア
| - ボブ・ウィンデル - スーザン・オニール - ケヴィン・オハローラン - ケイト・キャンベル - マイケル・クリム - シェーン・グールド | - イーモン・サリバン - エミリー・シーボーム - ジェシカ・シッパー - リーゼル・ジョーンズ - イアン・ソープ - ペトリア・トーマス | - リスベス・トリケット - キーレン・パーキンス - グラント・ハケット - リーガン・ハリソン - ドーン・フレーザー - ジョディ・ヘンリー | - アリス・ミルズ - ステファニー・ライス - サマンサ・ライリー - ブレントン・リカード - ジャーン・ルーニー - マレー・ローズ |

### オランダ
| - ビリー・デン・オーデン - ラノミ・クロモウィジロ - インヘ・デブルーイン | - インヘ・デッカー - ピーター・ファン・デン・ホーヘンバンド - マルリーン・フェルトハイス | - フェムカ・ヘームスケルク - リー・マステンブルーク |  |

### 韓国
- 朴泰桓

### ジンバブエ
- カースティ・コベントリー

### セルビア
- ミロラド・チャビッチ

### 中国
- 欧陽鯤鵬
- 張琳
- 陳妍
- 龐佳穎
- 楊文意
- 羅雪娟
- 劉子歌
- 覃海洋
- 汪順

### チュニジア
- ウサマ・メルーリ
- アフメド・ハフナウイ

### ドイツ
| - コルネリア・エンダー - クリスティン・オットー - ロズヴィータ・クラウゼ - ミヒャエル・グロス - イザベル・ゴーセ | - マルタ・ゲネンゲル - ブリッタ・シュテフェン - ハナ・シュトックバウアー - フランツィスカ・ファン・アルムシック | - サンドラ・フォルカー - アンテ・ブシュシュルテ - ハイケ・フリードリヒ - ダニエラ・フンガー | - ローラント・マッテス - トーマス・ルプラト |

### 日本
| 目次 | 目次 | 目次 | 目次 | 目次 | 目次 | 目次 | 目次 | 目次 | 目次 | 目次 |
| ---- | ---- | ---- | ---- | ---- | ---- | ---- | ---- | ---- | ---- | ---- |
| あ   | か   | さ   | た   | な   |      | は   | ま   | や   | ら   | わ   |

#### あ行
| - 青木まゆみ - 青山綾里 - 新井茂雄 - 新井信男 - 荒瀬洋太 - 池江璃花子 - 石井宏 - 石本隆 | - 伊藤華英 - 伊藤真 - 稲田法子 - 今井月 - 井本直歩子 - 入江稔夫 | - 入江陵介 - 岩崎恭子 - 岩崎邦宏 - 上田春佳 - 内田翔 - 内田正練 - 鵜藤俊平 | - 大崎剛彦 - 大西順子 - 大本里佳 - 大横田勉 - 緒方茂生 - 岡部幸明 - 奥村幸大 - 小方颯 |

#### か行
| - 鹿島瞳 - 加藤ゆか - 金子雅紀 - 金藤理絵 - 河石達吾 | - 河津憲太郎 - 河本耕平 - 貴田裕美 - 北川麻美 - 北島康介 - 北島悠乃 - 北村久寿雄 - 木原光知子 - 清川正二 | - 黒鳥文絵 - 小池禮三 - 小坂悠真 | - 後藤暢 - 古賀淳也 |

#### さ行
| - 酒井志穂 - 酒井夏海 - 佐田徳平 - 佐藤久佳 - 佐野秀匡 | - 柴田亜衣 - 清水啓吾 - 司東利恵 - 庄司敏夫 - 末永雄太 | - 白井璃緒 - 杉浦重雄 - 鈴木大地 - 鈴木弘 - 瀬戸大也 |

・塩浦慎理　　　　　　　　　塩浦慎理      　　　　　　塩浦慎理     shiourashinri　森本哲平　塩浦慎理

#### た行
| - 高石勝男 - 髙桑健 - 高橋繁浩 - 高橋美帆 - 高安亮 - 田口信教 | - 田口正治 - 田島寧子 - 田中聡子 - 田中雅美 - 谷川禎次郎 | - 種田恵 - 田渕晋 - 千葉すず - 鶴田義行 - 寺川綾 | - 寺田登 - 土岐健一 - 富田一雄 - 豊田久吉 |

#### な行
| - 永井奉子 - 中尾美樹 - 長崎宏子 | - 長沢二郎 - 中西悠子 - 長畑弘伸 | - 中村礼子 - 中村真衣 - 中森智佳子 | - 西側よしみ - 根上博 - 野瀬瞳 |

#### は行
| - 萩原智子 - 萩野公介 - 橋爪四郎 - 浜口喜博 | - 葉室鐵夫 - 林享 - 開田幸一 | - 福井誠 - 藤本隆宏 - 藤本達夫 | - 古川勝 - 古橋廣之進 - 樋口遼 - 細川大輔 |

#### や行
| - 山口観弘 - 山田沙知子 - 山中毅 | - 山野井絵理 - 山野井智広 - 山本貴司 | - 遊佐正憲 - 横山隆志 - 吉村昌弘 | - 米山弘 |  |